# Musée des Beaux-Arts (Nizza)
Il Musée des Beaux-Arts di Nizza è un museo di belle arti intitolato al pittore francese Jules Chéret, morto a Nizza nel 1932.

## Storia e descrizione
Nel 1878 il principe russo Lev Viktorovič Kočubeij, consigliere privato dello zar Alessandro II, si stabilì a Nizza con la moglie. Quest'ultima acquisì un terreno per realizzarvi una villa in stile neorinascimentale con influenze manieriste genovesi e michelangelesche.
Nel 1881 la coppia russa, a causa dei ritardi dei lavori di costruzione, vendette il fabbricato, non ancora ultimato, all'industriale statunitense James Thompson. Nel 1925 la villa fu acquistata dal comune di Nizza che vi installò il locale museo di belle arti, inaugurato tre anni più tardi.
Nella prima sala è ospitata una collezione di opere che spaziano dal XIV al XVIII secolo. Tra gli artisti esposti più noti figurano Ludovico Brea, Bronzino, Jan Brueghel il Vecchio, Abraham Bloemaert, Hendrick van Balen, Francesco Guarini, Francesco Cozza, Jean Honoré Fragonard, Charles-Joseph Natoire, Hubert Robert e Charles-André van Loo.
Al secondo piano invece sono ospitati quadri di Alexandre Cabanel, Benjamin Constant, Eugène Boudin, Claude Monet, Alfred Sisley, Édouard Vuillard, Pierre Bonnard, Louis Valtat, Raoul Dufy, Charles Camoin, Kees van Dongen e Marie Laurencin. Sono esposte anche alcune sculture di Jean-Baptiste Carpeaux, Charles Joseph Lenoir, François Rude e Auguste Rodin.